# Гральяш
Гральяш (порт. Gralhas)  —  район (фрегезия) в Португалии,  входит в округ Вила-Реал. Является составной частью муниципалитета  Монталегре. По старому административному делению входил в провинцию Траз-уж-Монтиш и Алту-Дору. Входит в экономико-статистический  субрегион Алту-Траз-уш-Монтеш, который входит в Северный регион. Население составляет 235 человек на 2001 год. Занимает площадь 20,82 км².